# Maria Grodecka
Maria Grodecka (ur. 31 stycznia 1926, zm. 5 listopada 2005) – polska pisarka, propagatorka wegetarianizmu.
Jej matka była z wykształcenia lekarką, ojciec zaś prawnikiem. Jako 15-letnia dziewczyna zaczęła pracować w konspiracji, była również członkinią Armii Krajowej. Brała udział w powstaniu warszawskim. Po ukończeniu studiów na Uniwersytecie Warszawskim i obronie pracy magisterskiej, wstąpiła na studia doktoranckie. W 1972 roku obroniła pracę doktorską. Następnie pracowała w szkolnictwie, ucząc angielskiego i filozofii. W latach 80. zafascynowała ją idea wegetarianizmu. Zaczęła pisać na ten temat artykuły i książki i propagować ideę wegetarianizmu w Polsce, opublikowała wiele książek o samym wegetarianizmie, jak również tytuły o tematyce filozoficznej. 

## Wybrane publikacje
Wegetarianizm:
- Wegetarianizm - Zmierzch Świadomości Łowcy
- Siewcy dobrego jutra
- Zaufać Ziemi
- Ścieżki Jogi
- Abyśmy zdrowi byli

Filozofia:
- Hipoteza optymistyczna
- Między obawą a nadzieją

Tłumaczenia:
- Ayurveda - Vasand Lad
- Sekrety zdrowia plemienia Hunzów - Renae Taylor